# سارا پیتکوسکی-مالکور
 سارا پیتکوسکی-مالکور (فرانسوی: Sarah Pitkowski-Malcor‎؛ زاده ۱۳ نوامبر ۱۹۷۵) یک تنیس‌باز اهل فرانسه است. 